# Geometría del rayo
Geometría del Rayo, es el séptimo álbum de estudio grabado por el cantautor catalán Manolo García, publicado el 16 de marzo de 2018. Nos dio el primer adelanto de su reciente álbum con «Nunca es tarde», en la primera quincena de febrero.
Grabado entre Rhinebeck (NY) y Gerona, Geometría del rayo reúne 16 canciones con la firma de Manolo García –incluida una doble versión de «Océano azul»–; más dos temas inéditos añadidos, disponibles en la preventa del álbum, mediante un sencillo en CD promocional adicional incluido.
Es un álbum que dedica de forma expresa a todos aquellos que no pueden vivir sin arte en cualquiera de sus manifestaciones o modalidades, y que no se quieren conformar con la cultura del entretenimiento fácil de nuestro tiempo. Hasta la fecha ha vendido más de 40 000 ejemplares. Premiado en 2018 como Best Pop/Rock Album (Mejor Álbum de Pop/Rock) del Latin Gammy.

## Lista de canciones
Todas las canciones escritas y compuestas por Manolo García. 
| N.º   | Título                                                  | Duración |  |
| 1.    | «En tu voz»                                             | 4:46     |  |
| 2.    | «La llamada interior»                                   | 3:34     |  |
| 3.    | «Las puntas de mis viejas botas»                        | 4:47     |  |
| 4.    | «Nunca es tarde»                                        | 2:39     |  |
| 5.    | «Humo de abrojos»                                       | 3:47     |  |
| 6.    | «Océano azul»                                           | 5:08     |  |
| 7.    | «Ardieron los fuegos»                                   | 4:18     |  |
| 8.    | «El frío de la noche»                                   | 4:33     |  |
| 9.    | «Ruedo, rodaré»                                         | 5:13     |  |
| 10.   | «Quiero esa pasión»                                     | 3:51     |  |
| 11.   | «Si todo arde»                                          | 4:29     |  |
| 12.   | «Dime dónde está» (Con Jordi Sabatés y Carles Benavent) | 3:27     |  |
| 13.   | «Me gustas» (Con Toti Soler)                            | 4:21     |  |
| 14.   | «Urge»                                                  | 5:05     |  |
| 15.   | «La gran regla de la sabiduría»                         | 4:21     |  |
| 16.   | «Océano azul» (radio edit)                              | 3:54     |  |
| 68:13 |                                                         |          |  |

| Temas inéditos añadidos |                                      |          |  |
| N.º                     | Título                               | Duración |  |
| 17.                     | «Crepúsculo creciente» (Bonus track) | 3:53     |  |
| 18.                     | «Ya me dirás» (Bonus track)          | 4:24     |  |
| 8:17                    |                                      |          |  |

CD sencillo promocional adicional con dos temas inéditos, como parte de la preventa del álbum.